# Char Fiat M15/42
Le char Fiat M15/42 est un char moyen de 15 tonnes employé par l'armée italienne à partir du début 1943 jusqu'à l'armistice de Cassibile en septembre 1943,puis par l'ANR Fasciste et surtout la Wehrmacht jusqu'en 1945. Sa dénomination officielle était exactement la suivante: Carro Armato M15/42 (en français "Char armé M15/42"), ce qui explicite le type de véhicule (« Carro Armato »; char), sa catégorie (« M » pour « Medio »; moyen), sa masse en tonnes (15) et l'année à laquelle il fut adopté par l'armée italienne pour la première fois (1942).

## Développement et caractéristiques
Le M15/42 était un char moyen qui fut développé à partir du M13/40 et du M14/41; il fut ainsi construit pour la première fois en janvier 1943. Il possédait un moteur plus puissant et des filtres à air pour permettre à l'équipage de mieux affronter et résister aux dures conditions de vie du désert. Mais au moment où il entra en service, il se révéla déjà obsolète par rapport aux blindés alliés. Son armement se composait d'un canon de 47 mm ainsi que de 4 mitrailleuses Breda 38 de 8 mm.
La tourelle avait un canon de 47 mm amélioré et donc plus efficace en comparaison de celui du M13/40, avec une possibilité d'élévation de +20 degrés et d'une dépression de -10 degrés. La tourelle pouvait en outre pivoter à 360 degrés et était actionnée par un moteur électrique. Une mitrailleuse BREDA Modèle 38 de 8 mm était montée dans le même axe que celui du canon de 47 mm, alors qu'une autre identique était placée sur le toit de la tourelle pour servir en tant que défense anti-aérienne.

## Déploiement et engagement militaire
90 chars M15/42 furent ainsi construits avant l'armistice italien de septembre 1943, à travers lequel ils furent employés par la division blindée Ariete II contre les forces allemandes à Rome. Par la suite, ils furent confisqués et utilisés par les Allemands, qui construisirent eux-mêmes 28 autres chars M15/42 supplémentaires, sous la dénomination Panzerkampfwagen M15/42 738(i).

## Sources
- (es) Cet article est partiellement ou en totalité issu de l’article de Wikipédia en espagnol intitulé « M15/42 » (voir la liste des auteurs).